# Hedwig von Korff zu Waghorst
Hedwig von Korff zu Waghorst (Taufname: Hedwig Lucie Beate) (* 23. April 1697 Gut Waghorst; † 11. Mai 1767 ebenda) war eine Stiftsdame in Quernheim, nach deren Legende um ihr wohltätiges Wirken noch heute ein Brauch gepflegt wird.

## Leben

### Herkunft und Familie
Hedwig von Korff wurde als älteste Tochter des Johann Heinrich von Korff und seiner Frau Margarete von Voß geboren und wuchs mit ihren zehn Geschwistern in einer ostwestfälischen Landadelsfamilie auf.

### Werdegang und Wirken
Sie trat am 23. Februar 1713 in das Stift Quernheim ein und wurde hier aufgeschworen. Aus Versorgungsgründen war es seiner Zeit in den Landadelsfamilien durchaus üblich, Töchter in jungen Jahren in Damenstiften unterzubringen. Damals lebten zwölf Kanonissen in Quernheim, die allesamt kein ewiges Gelübde ablegten und daher jederzeit austreten und heiraten konnten.
Hedwig war die Vertreterin der Äbtissin Anna von Schele und hatte als „Seniorin“ großen Einfluss auf die Entscheidungen über die Festsetzung der Abgaben der Eigenhörigen an das Stift. Zum Stift gehörten über zweihundert Höfe, vom kleinsten Kotten bis zum Meierhof. Bei jedem Sterbefall mussten die Hinterbliebenen dem Stift Sachleistungen erbringen (Vieh, Getreide u. ä.). Während Hedwigs Amtszeit wurden allerdings ausschließlich Geldbeträge fällig. Sie war dabei sehr nachsichtig, ließ Milde walten und setzte geringe Beträge fest, um den Rechtsanspruch des Klosters zu wahren.
Hedwig starb zweieinhalb Wochen nach ihrem 70. Geburtstag an Brustfieber.
Auf ihrem Sterbebett verfasste sie ihr Testament und bestimmte, dass je 20 Reichstaler an arme Menschen und an die nahe gelegene Schule zu geben sind. Den Großteil ihres Vermögens von 1300 Reichstalern erhielt die adlige Verwandtschaft.

### Legendenbildung
Im ostwestfälischen Kirchlengern und Umgebung wird seit den 1970er Jahren (wieder) ein Brauch gepflegt, der auf die Legende um Hedwigs Wohltaten als Stiftsdame zurückzuführen ist.
Der Fastnachtsdienstag wird hier „Hedwigstag“ genannt und es werden an die Schulkinder Rosinenbrötchen verteilt, die „Hedewigte“ genannt werden. Vor gut 200 Jahren sollen die Kötter und Bauern als Leibeigene des Stiftes Quernheim während der Fastnachtstage regelmäßig dem Alkohol verfallen gewesen sein. Dies führte dazu, dass sie kein Geld mehr besaßen, um ihre Familien ernähren zu können. Hedwig soll sich als Helferin in der Not der Hungernden erbarmt haben. Sie habe zur Linderung der Not an die Kinder Brötchen verteilt, die sie in der Stiftsbäckerei backen ließ. Im Laufe der Jahre hat sich zur Erinnerung an diese Taten der Brauch eingebürgert, süße Brötchen zu verteilen. Zu Ehren der Spenderin seien diese „Hedewigte“ genannt worden.